# Carlos Castro Ruiz
Carlos Castro Ruiz (1886 - 1944) fue un abogado, académico y diplomático chileno con una destacada participación en el ámbito público. Ocupó, entre otros, el cargo de cónsul general de Chile en Estados Unidos y de Ministro de Hacienda. 

## Familia
Nació en la localidad de Freirina, del matrimonio formado por el médico cirujano Guillermo Castro Espinoza y Aurora Ruiz Zavala.  

## Educación
Abogado de profesión, egresado de la Pontificia Universidad Católica de Chile. 

## Academia
Fue profesor en la Facultad de Derecho de la Pontificia Universidad Católica de Chile, en la que fue discípulo de Miguel Cruchaga Tocornal. Tuvo una actividad académica destacada. En 1912 dos artículos suyos sobre la antropología jurídica fueron incluidos en la revista Anales de la Universidad de Chile. Ese mismo año, junto a Luis Mora, publicó el libro titulado Lejislación diplomática i consular de Chile.
Escribió varios artículos para la Revista Chilena, entre los que destacan "La doctrina Monroe y el gobierno de Chile", que corresponde a la transcripción de una conferencia que dio en la reunión anual de la American Academy Political and Social Science, en Cincinnati, el 29 de diciembre de 1916,  también publicada por The American Political Science Review; "Correspondencia privada de doña Emilia Herrera de Toro"-sobre uno de los personajes femeninos más interesantes de nuestra historia-, "El Pacto Wilson y las Memorias del Coronel House" (1),  también publicado por The American Journal of International Law  y "El Plan Wilson".
El Consejo de la Liga de las Naciones lo designó como uno de los cinco miembros del comité sobre codificación del derecho internacional, teniendo una destacada participación en el estudio de las legislaciones comparadas, lo que permitió redactar los documentos preparatorios para las conferencias celebradas sobre la materia.
En dicha calidad, como dio a conocer la prensa, el "jurisconsulto chileno, señor Carlos Castro Ruiz, ha desempeñado uno de los papeles más importantes como miembro de la Comisión de la Liga de las Naciones, que acaba de suspender sus sesiones, y que fue nombrado para preparar la Primera Conferencia Internacional que se ocupará de la codificación del Derecho Internacional", teniendo especial relevancia su intervención en materia de la nacionalidad.
Uno de sus últimos escritos fue el prefacio del libro titulado La reconstrucción del derecho de gestes: el nuevo orden y la renovación social, escrito por Alejandro Álvarez, publicado en 1944.

## Trayectoria Pública
Dentro de las limitaciones impuestas por la neutralidad de Chile en la Primera Guerra Mundial, logró impulsar un acercamiento al bando de los aliados, de hecho, mientras trabajó en el Ministerio de Relaciones Exteriores, sobre él reportó el embajador británico que gracias "a su notable capacidad, como asimismo a los frecuentes cambios de ministros, el señor Castro ha dirigido, en gran medida, las relaciones exteriores de Chile hace ya cierto tiempo".
Uno de los cargos en los que tuvo gran influencia fue en el de cónsul general de Chile en Estados Unidos, que le permitió conseguir tanto un gran manejo de la política exterior norteamericana como importantes contactos políticos y diplomáticos de ese país, donde llegó a contar con la confianza y amistad con el embajador Henry P. Fletcher, personero clave en las complejas negociaciones que pondrían término al conflicto entre Perú y Chile por Tacna y Arica.
Un ejemplo de la cercanía que llegó a tener con altos funcionarios norteamericanos se refleja en el hecho que, al ser nombrado ministro, pudo agradecer "la cariñosa felicitación de mi viejo y querido amigo el doctor Julius Klein, Sub-Secretario de Estado en el Departamento de Comercio de los Estados Unidos".
Llegó a ser Subsecretario y Consultor Jurídico del Ministerio de Relaciones Exteriores, dejando la diplomacia para asumir como Subsecretario de Ferrocarriles, luego pasó a ser un alto ejecutivo en la banca privada nacional.
El 9 de enero de 1931 juró como Ministro de Hacienda, desempeñándose en el cargo hasta el 13 de julio de ese mismo año. 
Asumió ese desafío en plena crisis económica. Sobre sus primeras declaraciones la prensa informó que el nuevo ministro no trató "de disfrazar el panorama de nuestras realidades a través del cristal engañoso de un exagerado optimismo. No. El Ministro de Hacienda deja claramente establecido que el camino por recorrer es difícil, que las dificultades atraídas sobre la vida nacional, por los efectos de la depresión económica en el mundo, son positivamente serias y habrán de serlo todavía por un período cuya duración no es fácil determinar".
Le tocó enfrentar la crisis de la Compañía de Salitres de Chile. Declaró que frente "a la situación de desocupación producida por las condiciones económicas de la industria salitrera, el Gobierno ha reducido su programa de obras públicas a aquellos trabajos que permitan absorber el elemento obrero disponible. Sin vacilación ha preferido el trabajo al albergue".
Entre las medidas que se tomaron mediante decretos con fuerza de ley para intentar paliar los efectos de la crisis económica, se encontró condonar "los intereses penales y multas a los deudores que estén en mora de pagar los impuestos y contribuciones sobre la renta, herencias y sobre los bienes raíces, siempre que el pago se efectúe dentro de los tres meses siguientes a la fecha" en la que se dictó el Decreto Ley Nº 4.945 del 6 de febrero de 1931.
Cuando dejó el cargo por motivos de salud el 14 de mayo de 1931, la prensa escribió de él: "Abandona el señor Castro Ruiz la cartera de Hacienda después de una labor tan acertada como abundante en dificultades que supo salvar con el talento y la preparación que todos le han reconocido a lo largo de su dilatada carrera como funcionario y como particular. Debió afrontar los momentos más difíciles de la depresión económica que azota a todo el mundo, y supo hacerlo con la competencia y la actividad que se esperaban de él".
En 1931 fue objeto de una acusación constitucional, que se enmarcaba dentro de las investigaciones en contra del gobierno de Carlos Ibáñez del Campo, en la que el parlamento lo condenó. 